# Mauro Forghieri
Mauro Forghieri, né le 13 janvier 1935 à Modène en Émilie-Romagne et mort le 2 novembre 2022 dans la même ville, est un ingénieur italien.
Spécialisé dans la conception des voitures de course, Mauro Forghieri est célèbre pour avoir dirigé le département technique de la Scuderia Ferrari pendant plus de 20 ans. Surnommé Furia en raison de son énergie débordante, de ses extraordinaires capacités de travail, de ses créations pétillantes, de sa flamboyance et de ses grosses colères, il a inspiré des générations d'ingénieurs, tant dans le sport automobile que dans l'industrie automobile.

## Biographie

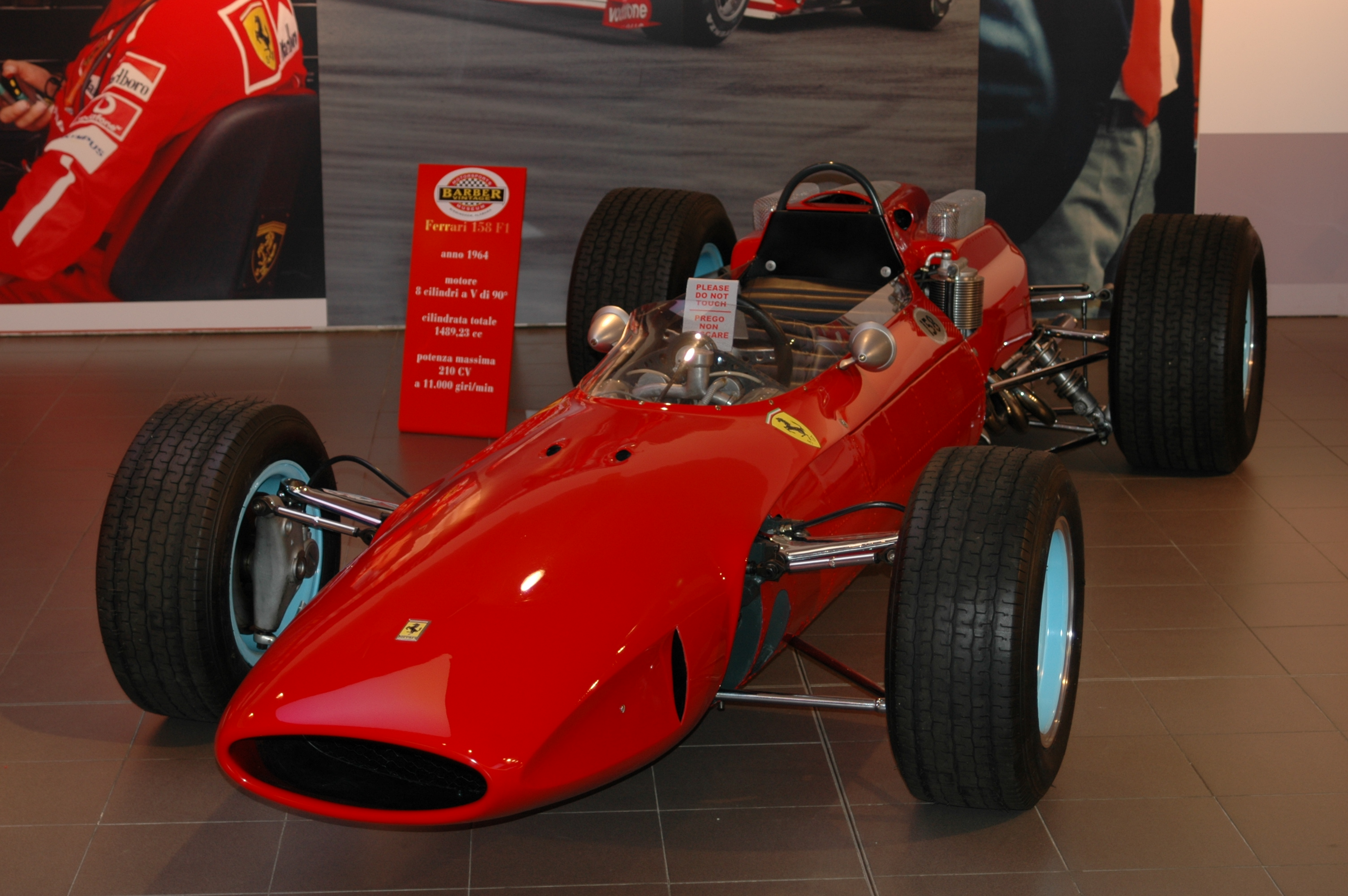
La Ferrari 158 de 1964.

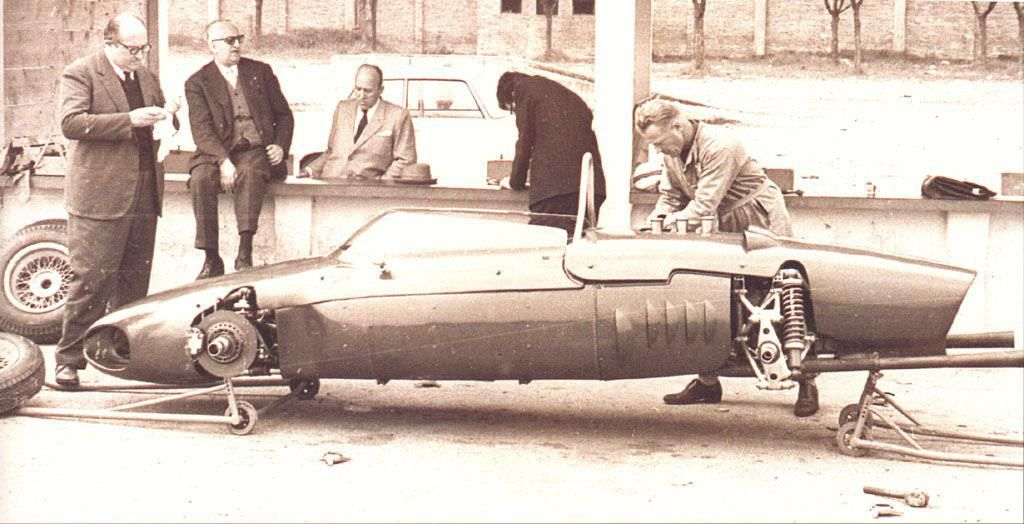
À l'Aerautodromo de Modène le 01 03 1961 lors d'une séance d'essais de début de saison avec la nouvelle Ferrari 156 à moteur à 65°. Il s'agit du châssis prototype apparu pour la première fois à Monaco l'année précédente. Enzo Ferrari est assis sur le muret des stands, supervisant les préparatifs. Le designer Carlo Chiti se tient à gauche tandis que Mauro Forghieri est de dos en train de prendre des notes et de peaufiner les détails, avec Adelmo Marchetti le mécanicien à droite.

### Jeunesse
Le grand-père paternel de Mauro Forghieri était un ami de Benito Mussolini quand celui-ci était encore socialiste. L'aïeul était également ami avec Sandro Pertini (futur résistant et septième président de la République italienne de 1978 à 1985) qui, lui, est toujours resté socialiste. Lorsque Mussolini change de “foi”, le père de Reclus Forghieri part en France où il commence à écrire des articles pour Avanti!, ce qui provoque la fin de ses relations avec le fondateur du fascisme, même si l'inimitié est toujours restée contenue. Retourner en Italie n'est alors plus possible pour le grand-père. Il finit par s'enraciner dans l'hexagone pendant de nombreuses années, et avec lui son fils Reclus, le futur père de Mauro. Le grand-père s'installe ensuite à Paris tandis que Reclus part à Monte-Carlo. Celui-ci est un très bon technicien et se trouve très recherché par les clients locaux, propriétaires de voitures de luxe. Mauro Forghieri est le fils unique de Reclus Forghieri, mécanicien-tourneur spécialisé qui, une fois revenu en Italie, travaille à l'assemblage des moteurs de l'Alfa Romeo « Alfetta 158 » au sein de l'écurie créée par Enzo Ferrari, devenue au fil des années le bras armé de la firme milanaise en compétition. Connu pour être un excellent technicien, Reclus est militarisé pendant la Seconde Guerre mondiale à Naples où Ansaldo le coopte pour ses ateliers mécaniques. Pendant cette période difficile, Reclus est également responsable d’un bataillon de résistance antifasciste et aide Enzo Ferrari qui, comme tous les patrons et industriels, pouvaient être mis en difficulté. Cela a noué des liens forts entre eux deux. Durant cette période sombre, Ferrari continue à penser d’abord et avant tout à ses voitures. Il n’est ni fasciste ni résistant, il garde toujours une position neutre sans toutefois oublier ceux qui l'aident. C'est entre autres pour cette raison que les liens avec le fils Forghieri, Mauro, seront forts, anciens et ancrés. L'arrivée des Américains rebat cependant les cartes, ce qui provoque une bousculade générale. Parmi ceux qui choisissent de fuir, il y a un colonel qui, avant de partir, confie à Reclus les clés du Parco Caruso, où l'intégralité de l'équipement du Génie italien est déposé. Lorsque les Alliés arrivent, Reclus Forghieri préfère ne pas garder ces clés dans sa poche et décide de les remettre aux nouveaux arrivants. Après la guerre, la situation se stabilise et Reclus retourne à Modène où Enzo Ferrari est content de le reprendre, à partir de 1947, pour ses ateliers de Maranello,. Élevé par sa mère, Afra Gori, Mauro a vécu à Naples, Milan, Modène et Abbiategrasso. Il a une enfance itinérante comme tous ceux qui vivent les années de guerre. À l'époque, s'enraciner est un luxe que peu de gens peuvent se permettre. Une maison n'est alors qu'une “tente” où séjourner avant de repartir vers une nouvelle destination. Mauro n'a pas beaucoup hérité de son père et de son grand-père paternel. Pendant la guerre, il vit à la Villa Clementina avec sa mère et ses oncles. Enfant, Mauro Forghieri aime construire des galions miniatures, « les Espagnols, à voiles carrées », mais sa grande passion, ce sont les avions, et plus spécifiquement les avions de chasse. Il les dessine, les construit en modèle réduit, et les rêve. Cependant, ce n'est qu'une fois à l'université qu'il décide concrètement de travailler dans l'industrie aéronautique. Cette décision survient lors d'un voyage aux États-Unis alors qu'il visite une usine de moteurs d'avions, Northrop. Devant l'entrée, il y a une dalle de marbre sur laquelle est écrite en anglais une phrase qui frappe l'étudiant italien et qui signifie : « le frelon, selon les théories, ne devrait pas pouvoir voler car il est trop lourd et a des surfaces d'ailes trop petites. Mais il ne le sait pas et vole quand même ». Mauro Forghieri trouve cette phrase magnifique et se dit alors « Je veux venir travailler ici ! ». Mais à l'époque, un déménagement aux États-Unis n'est pas chose facile. L'automobile, quant à elle, l'attire également. Quand il était petit à Milan, debout sur le balcon, il regardait les voitures passer en essayant de les reconnaître de dos. Celles sur lesquelles il ne se trompait jamais étaient l'Aprilia et l'Ardea.
En 1959, il effectue une licence en ingénierie à l'université de Bologne,,. Il obtient son diplôme d'ingénieur avec une thèse sur les voitures. À l'époque, il parle beaucoup de l'Europe avec son professeur, raison pour laquelle Mauro Forghieri lui propose une thèse sur ce qu'il pense alors devenir la voiture européenne par excellence (même si l'avenir lui donnera tort sur ce sujet). Pour sa thèse, il mise sur une voiture pas chère et rapide, avec un moteur simple. Il conçoit le moteur à partir de zéro, en s'inspirant du moteur “Tigre” de la Panhard Dyna X, alors que pour le reste de la voiture, il n'imagine finalement pas grand-chose afin que son travail n'aboutisse pas à une thèse trop substantielle. L'objet principal de la thèse est donc le moteur, un bicylindre comme celui de la Fiat 500, la Cinquecento (ou Nuova 500) qui a mis le plus d'Italiens en voiture après guerre.

### Carrière chez Ferrari
Fraîchement diplômé en génie mécanique, Mauro Forghieri envisage donc, dans un premier temps, de faire carrière dans l'aéronautique mais regarde aussi du côté de l'industrie automobile de compétition et ne laisse pas passer l'opportunité d'intégrer la Scuderia Ferrari en 1960 en acceptant une proposition de stage au sein du département moteur. À la suite d'une demande de son père, collaborateur de la première heure d'Enzo Ferrari, les portes de Maranello s’ouvre toutes grandes pour le jeune Mauro. Il y côtoie d'autres ingénieurs qui feront la réputation du constructeur tels Carlo Chiti, Vittorio Jano, Luigi Bazzi ainsi que le directeur de course Romolo Tavoni. Il a également travaillé aux côtés de Gian Paolo Dallara qui a rejoint Ferrari peu de temps après lui en 1960. Avec un tel entourage, Mauro Forghieri apprend vite. Les premiers travaux de Forghieri à l'usine implique à la fois des voitures de course et des voitures de série,. Son tout premier projet est de régler les énormes problèmes de tenue de route des prototypes de la 250 GTO qui souffrent de survirage. Il n’a pas peur d’être audacieux et redessine l'arrière de la GTO, augmente sa puissance et permet ainsi à la voiture de passer du statut de « voiture tueuse » à celui d’« arme victorieuse » dans de nombreuses courses des années 1960. Il fait ensuite partie de l'équipe qui crée la monoplace à moteur arrière Ferrari 156. Cette voiture innovante domine la saison 1961 et remporte le titre pilote avec Phil Hill, après l'accident mortel de son équipier Wolfgang von Trips à Monza, ainsi que celui des constructeurs.

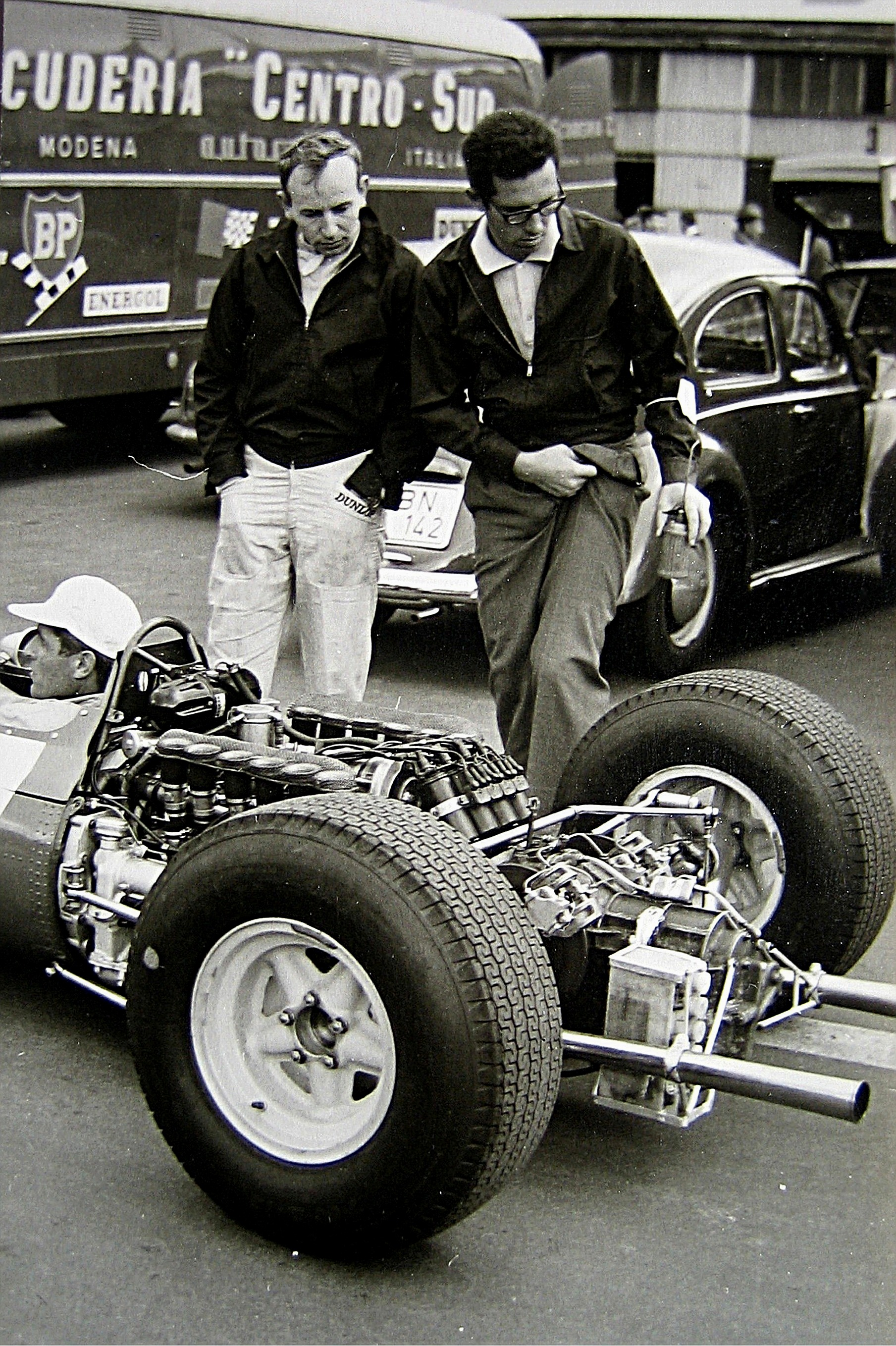
John Surtees et Mauro Forghieri avec la Ferrari 158 au Nürburgring en 1965.

Pourtant, en fin de saison, la Scuderia est déchirée par de graves dissensions internes entre Enzo Ferrari et une partie de la direction, qui ne supporte pas l’ingérence dans leurs affaire de Laura Ferrari, l'épouse du Commendatore. Girolamo Gardini, le directeur des ventes, pose un ultimatum à Ferrari qui l'invite à faire ses valises. Ce renvoi déclenche en contrecoup le « schisme de 1961 » (appelé aussi le « grand débrayage »), un vent de révolte suivi du départ du directeur technique Carlo Chiti parti fonder Automobili Turismo e Sport avec le directeur sportif Romolo Tavoni et l’ingénieur Giotto Bizzarrini,, ; de son côté, Gian Paolo Dallara passe chez Maserati. Les turbulences engendrées par cette scission ont fortement ralenti le développement des Ferrari 156 au cours de la saison 1962, ce que la concurrence britannique met à profit pour reprendre l’ascendant, notamment Lotus qui sort une révolutionnaire monocoque. Totalement submergées, les Ferrari font de la figuration tout au long de l’année, entraînant en fin de saison le départ pour ATS des pilotes Phil Hill et Giancarlo Baghetti. Juste après le schisme, Mauro Forghieri est invité par Enzo Ferrari à commencer à étudier les « questions techniques complètes de l'usine » (paroles de Forghieri). Pour l'aider dans cette tâche, Forghieri reçoit les conseils d'autres ingénieurs plus expérimentés, dont Franco Rocchi, Walter Salvarani et Angelo Bellei. Le lundi 30 octobre 1961, Enzo Ferrari convoque son jeune ingénieur dans son bureau pour lui déclarer « Tu es maintenant responsable de toutes nos activités course et des essais. ». Le Commendatore nomme ainsi Mauro Forghieri à la tête du département technique et de toutes les activités sportives et expérimentales de la scuderia alors qu'il n'a que 26 ans, en le rassurant quant à son manque d'expérience nécessaire : « Écoute, fais juste ton job et je m'occupe du reste. Tu penses à être technicien et tu ne t'occupes de rien d'autre. Je resterai près de toi. » Enzo Ferrari joint ensuite les actes à la parole en suivant toujours Mauro Forghieri dans les bons comme dans les mauvais moments, même quand il sait que son protégé a tort, car il s'est rendu compte que lorsque l'on est un patron à qui on montre qu'il se trompe, le patron perd automatiquement son autorité. Une relation de confiance et d'estime très forte se noue alors entre Enzo Ferrari et Mauro Forghieri ; elle durera jusqu'au bout malgré des disputes entre ces deux forts caractères, mais Ferrari le soutiendra souvent pour défendre des choix techniques face à certains pilotes ou décideurs de Fiat qui tiennent les cordons de la bourse. Il occupe ce poste pendant plus de deux décennies. Ses responsabilités comprennent la supervision du développement technique, la gestion de la section technique pendant les courses et la collaboration avec d'autres départements de Ferrari, y compris celui des essais et celui de la rédaction. Devenir chef du département technique de Ferrari n'est pas facile, même si vous êtes sous l'œil attentif et l'aile protectrice d'Enzo Ferrari en personne. Mauro Forghieri y parvient, malgré son inexpérience et son jeune âge, grâce à une extraordinaire capacité d'assimilation qui va bien au-delà du côté purement technique et relève de quelque chose de plus structurel : sa capacité à être le patron, et de bien le faire. En ce sens, Mauro Forghieri dit avoir reçu des leçons de la vie. La première lui a été transmis indirectement par son prédécesseur, Carlo Chiti. Celui-ci était quelqu'un de bien mais était extrêmement centralisateur. Ainsi, Forghieri apprend à ne pas l'être à son tour et quand il devient responsable, il comprend que le mieux est de mettre en place de l'autorité, mais aussi de la sensibilité. La tendance à la centralisation de Chiti n'a pas permis aux jeunes de développer pleinement leurs compétences, les poussant peut-être même à faire des erreurs. À l'époque, sous la responsabilité de Carlo Chiti, Mauro Forghieri avais lui aussi pensé à partir. Sa sensibilité envers les jeunes permet également d'avoir rapidement une valeur programmatique très forte, qui rajeunit et remodèle progressivement le département technique de Ferrari depuis les racines. Quand il devient responsable du service course, il se retrouve à travailler avec de très bons mécaniciens, mais ancrés dans le passé. Un monde qui jusque-là avait mis la main sur des voitures à moteur avant, des voitures qui avaient leur propre philosophie, leur propre façon d'être. Il est alors difficile à Mauro Forghieri de faire comprendre à ces hommes que tout ce qu'ils ont vécu auparavant n'est plus d'actualité. Il en parle avec Enzo Ferrari, avec Cavalier Giberti, avec tout le monde, et il les convainc lentement qu'ils doivent changer. Non pas parce que leur modus operandi n'est pas valable en soi mais parce qu'il n'est alors plus en phase avec son temps. Le travail de Mauro Forghieri ne tarde pas à payer puisqu'en 1964, John Surtees est sacré après un final à suspense au Mexique, au volant de l'une de ses premières créations, la Ferrari 158 qui est une évolution de la 156,. Première monoplace monocoque de Ferrari, elle est développée à la fois avec un moteur V8 1,5 litre et un moteur Ferrari 12 cylindres à plat pour les circuits nécessitant plus de puissance. La 158 coiffe les deux couronnes mondiales grâce à Lorenzo Bandini et John Surtees. En 1965, Ferrari ne parvient cependant pas à confirmer ; enlisée dans ses choix de motorisation, l'équipe ne remporte aucune victoire.
Impliqué aussi bien dans la conception des châssis que des moteurs, Mauro Forghieri est également décisif dans le succès des Ferrari en championnat du monde des voitures de sport avec la Ferrari 250 GTO dont il poursuit le développement entamé par Chiti et son équipe, puis les versions sportives de la 275 GTB, la 250 LM, la 330 LMB et la 330 P2 (et la dynastie des 330 P). Héritière de la 250P et construite autour d’un châssis surbaissé plus léger et aérodynamique, la 330 P2 est propulsée par un moteur V12 de 410 ch. Ce modèle, dans son évolution P4 équipé d'un V12 revu de fond en comble par Franco Rocchiqui, remporte un triplé aux 24 Heures de Daytona avec les équipages Lorenzo Bandini-Chris Amon, Ludovico Scarfiotti-Mike Parkes et Pedro Rodriguez-Jean Guichet,,. Ce fut en quelque sorte la “réponse du berger à la bergère” après le triplé des Ford GT40 l'année précédente au Mans.
Forghieri est aussi à l'origine de la Dino 156P de 1965, de la 250P de 1963 (victorieuse aux 24 Heures du Mans avec le duo transalpin Ludovico Scarfiotti-Lorenzo Bandini, des 312 P et PB qui, à la fin des années 1960 et au début des années 1970, aux mains des Chris Amon, Mario Andretti, Jacky Ickx, Clay Regazzoni, Ronnie Peterson, Brian Redman, Arturo Merzario et autres Tim Schenken, affrontèrent les Porsche 917, Matra et Alfa Romeo au sein de championnats très relevés. La PB remporte également la Targa Florio en 1972 avec Arturo Merzario et Sandro Munari.
Avant de se retirer des Sports-Protos en 1973, Ferrari remporte, en 1969, le titre européen de la montagne grâce à la 212E, une barquette propulsée par un moteur Ferrari 12 cylindres à plat et pilotée par Peter Schetty.
Tout au long des années 1960 et 1970, Mauro Forghieri est, après Enzo Ferrari, le personnage le plus influent de la Scuderia ; alternant idées lumineuses et bides retentissants, il est régulièrement mis au placard mais invariablement rappelé à l'aide. En Formule 1, ce tournant des années 1960-70 est plus compliqué pour la Scuderia qui peine face à Brabham, Matra, Tyrrell et Lotus. Si les 312 sont belles, le V8 Cosworth est une arme redoutable entre les mains des « garagistes » britanniques. Au Grand Prix de Belgique 1968, un aileron arrière haut perché apparaît sur celle de Chris Amon : cette invention de Mauro Forghieri fera école. Le Néo-Zélandais réalise d'emblée la pole position avec quatre secondes d'avance sur Jackie Stewart. Forghieri imagine également le premier engrenage automatique transversal, connu sous le nom de rapport T.
En 1970, Jacky Ickx et Clay Regazzoni terminent le championnat respectivement deuxième et troisième derrière Jochen Rindt sur Lotus. Le Belge remporte les Grand Prix d'Autriche, du Canada et du Mexique, tandis que le Suisse s'impose à Monza. Précédée par le Team Lotus, mais devant March, la Scuderia Ferrari termine deuxième du championnat constructeurs avec quatre victoires pour la 312B.
Pour la saison 1971, Mauro Forghieri conçoit la Ferrari 312 B2, qui fait sa première apparition au Grand Prix de Monaco ; Jacky Ickx monte sur la troisième marche du podium puis mène sa monture à la victoire dès le Grand Prix suivant, sur le circuit de Zandvoort. Ce modèle reste en service jusqu'au Grand Prix d'Afrique du Sud 1973, disputant 24 courses (48 départs) entre les mains, outre Jacky Ickx, de Mario Andretti, Nanni Galli, Arturo Merzario et Clay Regazzoni.
La Ferrari 312 B3, surnommée « Spazzaneve » (chasse-neige) en raison de son imposant aileron avant en forme de pelle à neige supposé lui conférer un appui aérodynamique redoutable, est un tel fiasco qu'elle n'est jamais alignée en compétition et conduit Mauro Forghieri à être confiné dans son rôle de directeur technique, sa place de responsable de la Scuderia revenant à Luca di Montezemolo, jeune aristocrate protégé d’Enzo Ferrari. La 312 B3 expérimentale permait cependant à Mauro Forghieri de mieux appréhender l’effet de sol sur une monoplace large et de concevoir la future B3/B4 de 1974 qui frôlera le titre de championne du monde avec Clay Regazzoni.

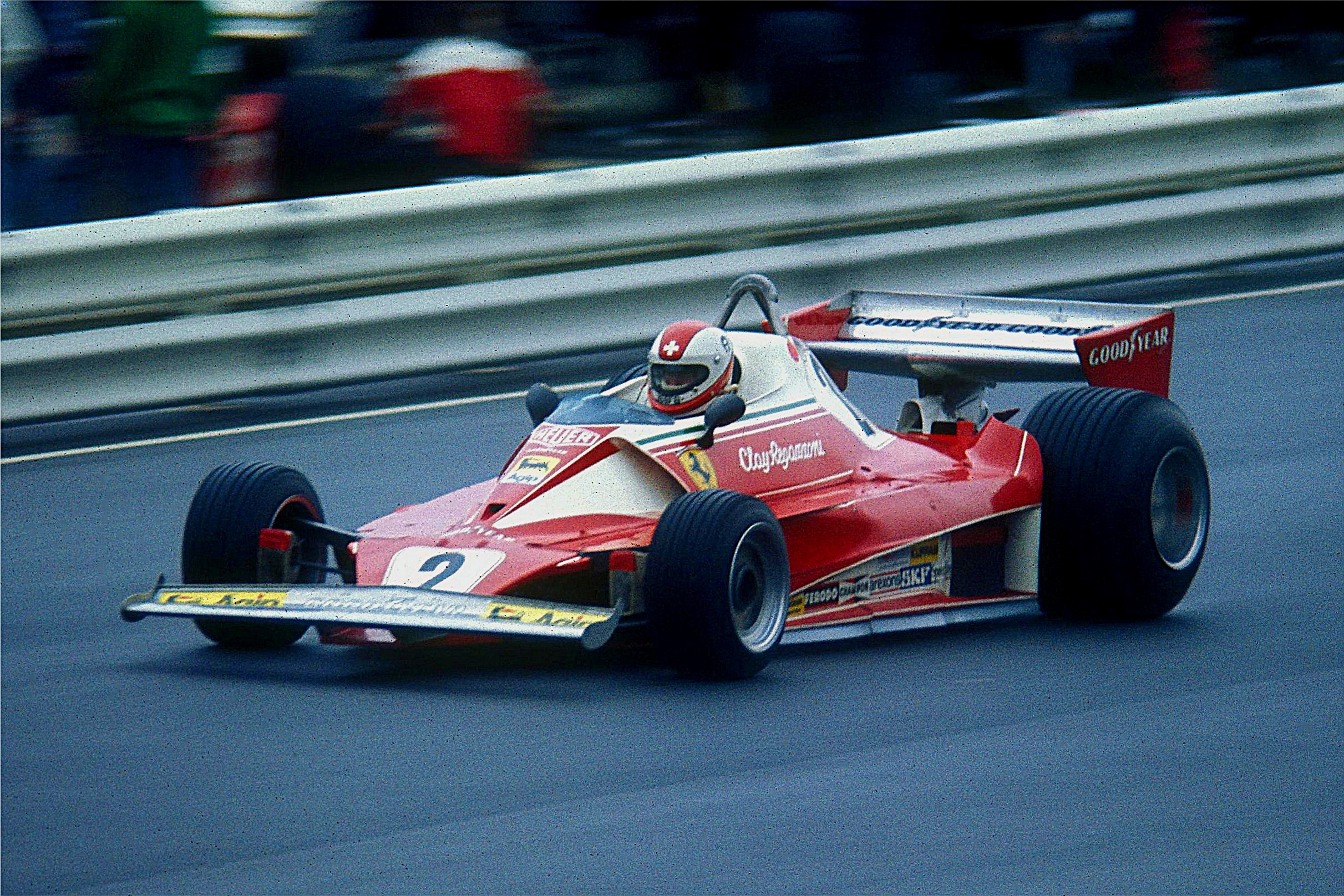
Clay Regazzoni en 1976 sur la Ferrari 312 T2, une des plus belles réussites de Mauro Forghieri.

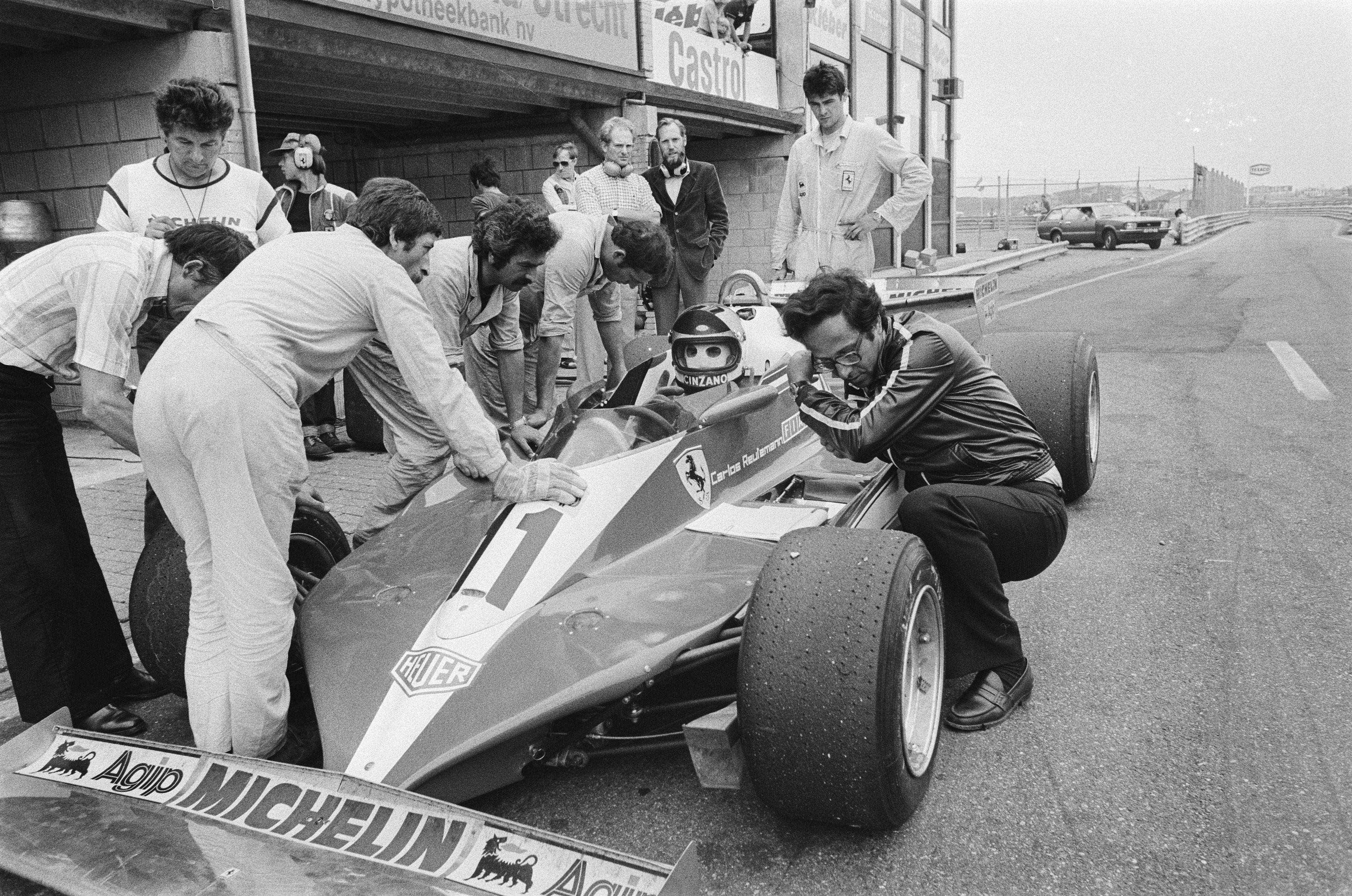
Mauro Forghieri accroupi à côté de la 312 T3 de Carlos Reutemann en 1978.

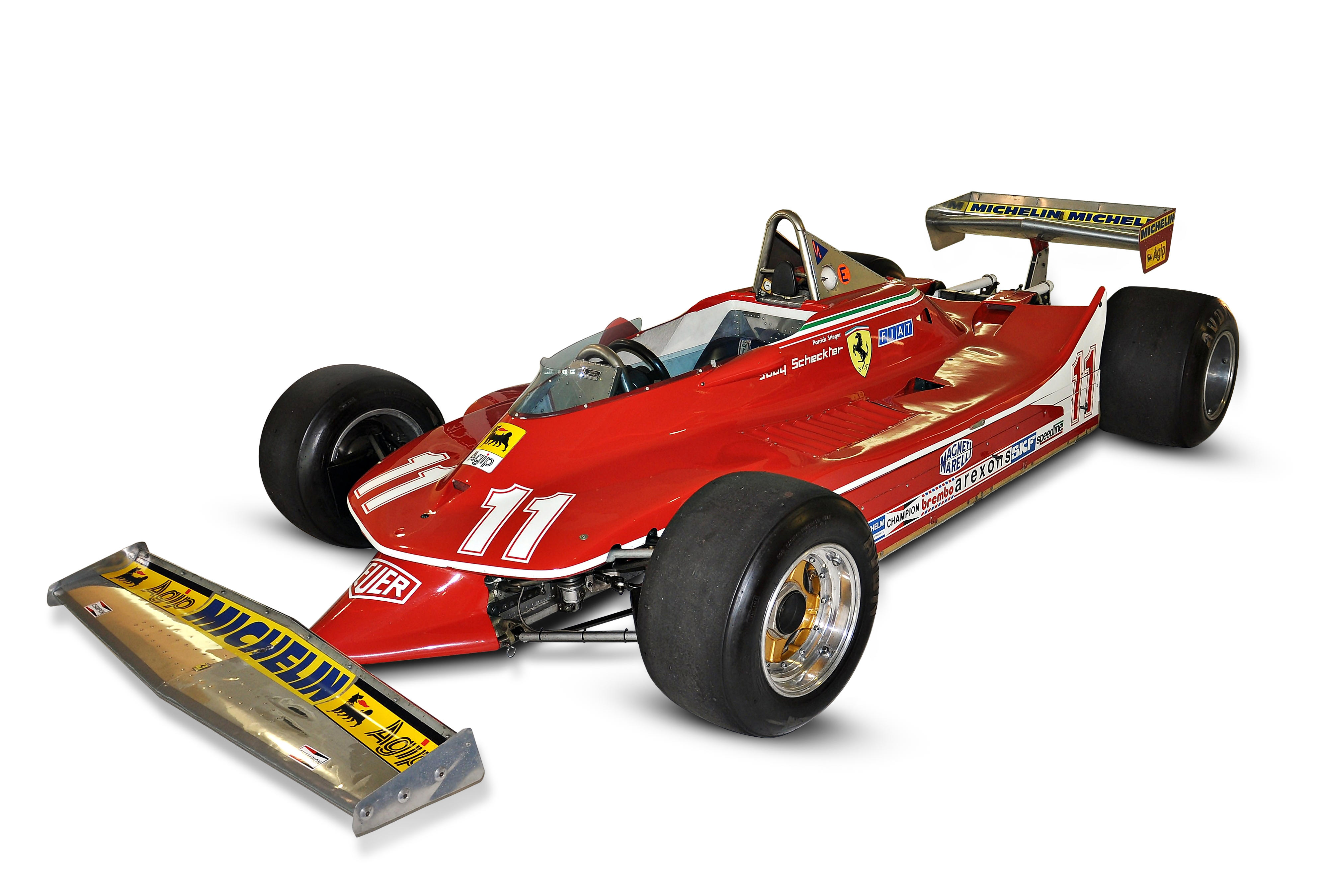
La Ferrari 312 T4, surnommée « la Ciabatta » (la savate, le chausson), avec laquelle Jody Scheckter a remporté le titre pilote en 1979.

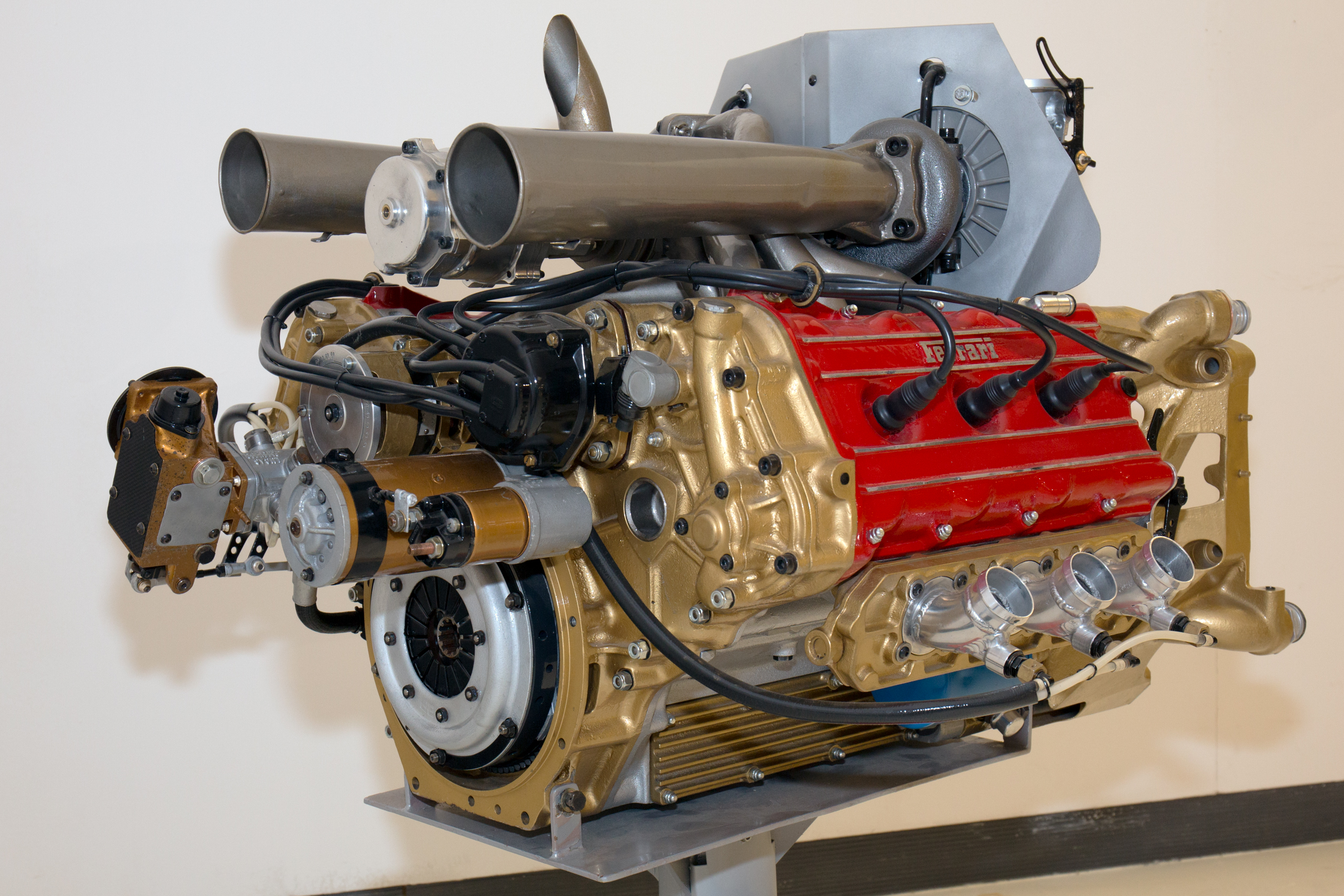
Le moteur turbo tipo 021 de la Ferrari 126 CK.

L'apothéose de sa carrière a lieu, dans les années 1970, avec la série des Ferrari 312 T (3 000 cm3, 12 cylindres, boîte de vitesses transversale) qui remportent quatre titres des constructeurs (1975, 1976, 1977 et 1979) et trois titres des pilotes (1975 et 1977 avec Niki Lauda puis 1979 avec Jody Scheckter), totalisant 27 victoires grâce également à Clay Regazzoni, Carlos Reutemann et Gilles Villeneuve. Les 312T disposent d'un moteur 12 cylindres à plat dont la boîte de vitesses n'est plus longitudinale mais transversale (d’où le T), ce qui permet une excellente répartition des masses et un comportement sain,.
Durant l'hiver 78-79, Mauro Forghieri teste une boîte de vitesses semi-automatique. L'ingénieur italien estime que les pilotes perdraient moins de temps à changer les rapports, seraient moins enclins à commettre des erreurs de pilotage et ne généreraient pas de sur-régimes destructeurs si les voitures sont munies d’une transmission où tout s’effectue automatiquement. Forghieri ne dispose pas d’un budget important pour produire une boîte de vitesses automatisée, mais il parvient à greffer une première version de cette boîte sur une Ferrari 312 T3. L’arrière du volant est muni d’un long balancier en acier fixé en son milieu. Le pilote tire à droite avec ses doigts pour monter un rapport et tire à gauche pour rétrograder. En janvier 1979 à Fiorano, le pilote-essayeur Giorgio Enrico et Jody Scheckter essaient cette T3 modifiée qui combine une centrale électronique et une commande hydraulique. Malgré des défauts de jeunesse, la boîte fonctionne bien. Les changements de rapports s’effectuent rapidement et le pilote conserve en permanence ses deux mains sur le volant. En revanche, la transmission complète est trop lourde d'une vingtaine de kilos. Mauro Forghieri parvient cependant à rogner quelques kilos puis confie son développement aux pilotes titulaires, Jody Scheckter et Gilles Villeneuve. Après des essais au début de la saison 1980, l'ingénieur apporte deux modifications à sa transmission. Il ajoute un sixième rapport et remplace le balancier par deux boutons fixés aux branches horizontales du volant. Cette boîte est installée à l’arrière d’une 312 T5 et Villeneuve effectue quelques essais. Toutefois, la Scuderia doit effectuer des choix cruciaux et la production de la première Ferrari F1  à moteur turbo est jugée prioritaire, ce qui force Mauro Forghieri à stopper le développement de sa transmission semi-automatique. Ce système, est repris en 1987 avec Michele Alboreto, mais de nouveau abandonné avant le départ de Mauro Forghieri et l'arrivée de John Barnard. Ces transmissions semi-automatiques, ou robotisées, que l'on retrouve dans pratiquement toutes les voitures de compétition, des premières formules de promotion jusqu'à la Formule 1, avec les changements de rapports effectués grâce à des palettes situées derrière le volant, sont devenues communes aujourd'hui. Entièrement pilotées par une centrale de gestion électronique, elles coupent l’allumage du moteur, désengagent l’embrayage, changent les pignons de la boîte, relâchent l’embrayage et remettent l’allumage, le tout effectué entre 30 et 50 millièmes de seconde. En 1987, quand John Barnard arrive chez Ferrari en provenance de McLaren, il fait l’état des lieux et découvre une vieille transmission sous une bâche. Cette pièce de fonderie est le vestige des recherches effectuées par Mauro Forghieri presque dix ans auparavant. L’Anglais est alors convaincu qu’avec les importants développements effectués sur les électrovannes, les circuits hydrauliques à très haute pression et l’électronique, il peut adapter cette boîte semi-automatique à sa prochaine F1, la Ferrari 640 de 1989, appelée parfois Ferrari F1-89, qu'il conçoit avec son équipe basée en Grande-Bretagne,.
Pour la saison 1980, Mauro Forghieri conçoit la Ferrari 312 T5, pilotée par Jody Scheckter, champion du monde en titre, et Gilles Villeneuve. Leur voiture manquant de performance et de fiabilité, les pilotes sont contraints onze fois à l'abandon et ne remportent aucune victoire au cours d'une saison calamiteuse. La mise au point du turbo est difficile et surtout Ferrari a pris du retard sur la révolution aérodynamique des jupes, introduites par Lotus en 1977 et dont les écuries anglaises se sont fait une spécialité.
Après avoir conçu la Ferrari 126 CK de 1981, son influence au sein de la Scuderia diminue au profit d'ingénieurs étrangers comme Harvey Postlethwaite, le concepteur des Ferrari 126 C2 et 126 C3 à moteur V6 turbo sacrées en 1982 et 1983, ce qui le conduit à quitter Ferrari en 1987. Mauro Forghieri explique qu'il quitta Ferrari voyant Enzo Ferrari malade et ne voulant pas rester après sa disparition. De plus, étant un ingénieur à l’ancienne pensant qu'il faut un seul chef à la direction technique, il n’est pas du genre à partager. L’internationalisation du département technique ainsi que la mainmise des hommes de Fiat le poussent également à partir. Mauro Forghieri annonce sa démission en déclarant « Je m’en vais » à Enzo Ferrari, qui lui répond « Ok, bien, va-t’en alors, car je ne tarderai pas à m’en aller aussi... »
En 1987, avant son départ, Mauro Forghieri planche sur la Ferrari 408 4RM, un projet de voiture de route à quatre roues motrices gérées par un système hydraulique. Conçue et dessinée sur ordinateur, elle a vu le jour en tant que prototype expérimental pour tester de nouveaux matériaux et composants, avec un système de traction intégrale à la pointe de la technologie. Deux prototypes sont construits mais l'accueil mitigé du public et un design jugé peu attrayant sonnent le glas de cette voiture.

### Furia
Surnommé Furia en raison de son énergie débordante, de ses extraordinaires capacités de travail, de ses créations pétillantes, de sa flamboyance et de ses grosses colères, il a inspiré des générations d'ingénieurs, tant dans le sport automobile que dans l'industrie automobile. Sur le terrain, il peut être provocateur, mais il est aussi une référence qui sait jouer un rôle dans une équipe, tant avec les ingénieurs qu'avec les mécaniciens, à qui il s’adresse en dialecte modénais. Dans le département course et dans les stands au bord de la piste, Mauro Forghieri est aussi brillant qu'inflammable. Il a des explosions de colère qui précèdent ou accompagnent des coups de génie. Au travail, il est un artiste agitateur de talents, dans la mesure où il est réservé, affable, ouvert, disponible, toujours prêt à prêter main-forte à qui le demande, notamment sur les circuits où l'ambiance est toujours tendue pendant les courses.
Les débordements de Mauro Forghieri avec certains mécaniciens et divers collaborateurs provenaient de l’exécution de travaux qui n’étaient pas conformes à ses indications : « dans un travail d’équipe, dans la façon dont on est évalué par le monde extérieur, le patron est responsable de l’activité de chacun ; mais en interne, il ne peut ignorer les responsabilités des individus. En tout cas, je ne pense pas avoir jamais manqué de respect à qui que ce soit. De temps en temps, je criais, oui. C’était plus fort que moi. » Cependant, il ne criait pas seulement après ses mécaniciens ou plus généralement après ceux qui étaient sous sa responsabilité : « cela aurait été un peu trop facile, pas très loyal. Si Enzo Ferrari lui-même me faisait perdre patience, je criais aussi après lui. » Le Commendatore et l'Ingeniere avaient deux tempéraments très similaires et c’est pourquoi ils se sont affrontés de temps en temps quand ils ne pouvaient pas s'en empêcher.

« Il m'a crié dessus et quand il a trop crié, j'ai crié aussi pour me défendre. Je lui ai dit : mais tu n'es pas un ingénieur, tu es un ingénieur fait avec un crayon. »

Quand on lui demande si ça l'a mis en colère quand ses mécaniciens l’ont surnommé Furia, Mauro Forghieri répond « Non, c’est le contraire. Ils m’appelaient Furia parce que, c’est vrai, parfois je me mettais en colère. » Puis il rappelle qui était à l'origine Furia : « C’était un beau cheval noir et fougueux, le protagoniste d’une série télévisée diffusée en Italie à la fin des années 1950, très populaire parmi les enfants avant l’invasion des dessins animés japonais. Cependant, la comparaison avec un cheval me convenait. Si ça avait été un âne, peut-être que je l’aurais moins aimé… ».

### Bilan de l'ère Forghieri chez Ferrari
Sous l’ère Forghieri, Ferrari a gagné 54 Grand Prix de Formule 1, 4 titres de Champion du Monde Pilotes F1, 7 titres de Champion du monde des Constructeurs F1, ainsi que 9 championnats de Sports-Protos, et ce grâce à son brillant ingénieur.
Sous sa direction, des pilotes de légende ont roulé pour la Scudetia Ferrari : les champions du monde John Surtees, Niki Lauda et Jody Scheckter mais aussi les vainqueurs de Grand Prix Lorenzo Bandini, Chris Amon, Jacky Ickx, Clay Regazzoni, Carlos Reutemann, Mario Andretti, Gilles Villeneuve, Didier Pironi, René Arnoux, Patrick Tambay et Michele Alboreto.

### L'après Ferrari
En septembre 1987, Mauro Forghieri rejoint Lamborghini Engineering, un département créé par Lee Iacocca, devenu ensuite PDG de Chrysler qui a acheté Lamborghini. Ce département d'ingénierie a l'ex-Ferrari Daniele Audetto comme directeur sportif. On confie rapidement à Mauro Forghieri des projets relatifs à la Formule 1 : d'abord le programme moteur, avec la conception du V12 Lamborghini atmosphérique 3512 qui fait ses débuts en 1989 lors du Grand Prix du Brésil avec l'écurie française Larrousse et Philippe Alliot au volant puis avec Ligier et Lotus en 1990. McLaren faillit également le choisir pour la saison 1993 après un essai qui avait convaincu Ayrton Senna, mais le moteur italien est rejeté en raison d'un accord avec Peugeot. Mauro Forghieri est ensuite chargé de l'ambitieux programme châssis-moteur que Lamborghini monte en collaboration avec l'industriel mexicain Fernando González Luna. Celui-ci constitue un groupe d’entrepreneurs de son pays intéressés à voir une écurie mexicaine et un pilote mexicain disputer le Championnat du monde de F1 en échange d’une visibilité sans pareille. Le 15 septembre 1989, González Luna conclue une entente avec Emile Navarro, le patron de Lamborghini Engineering. Un projet de nouvelle écurie est mis sur pied sous le nom de GLAS F1, d'une abréviation de Gonzalez Luna Associates. L'ancien journaliste Leopoldo Canettoli est choisi pour diriger l'équipe. Il est prévu que l’écurie soit basée au 97 Viale delle Nazioni à Modène. Le premier pilote pressenti est Giovanni Aloi, un Mexicain qui a couru en Sport-prototypes ainsi qu’en Formule 3000. La suspension et la boîte de vitesses de la voiture sont conçues par Forghieri tandis que la carrosserie est conçue par Mario Tolentino. Le duo et leurs ingénieurs conçoivent la Lambo 1 à l’aide des premiers logiciels de conception assistée par ordinateur. Après quatre mois de travail, le premier châssis est complété. L’équipe prévoit d'effectuer les premiers essais entre juillet et décembre 1990 sur les circuits d’Imola, Monza, Paul-Ricard, Hockenheim, Jerez et Estoril pour ensuite participer à la saison 1991. González Luna garantit un investissement de 20 millions de dollars dans l’écurie et la société pétrolière nationale mexicaine Pemex va devenir un commanditaire majeur de GLAS F1. La première voiture complète, la GLAS 001, doit être présentée le 24 juin 1990 au grand public et faire ses débuts au GP du Mexique. Comme prévu, la monoplace est transportée par camion de Modène à Paris pour être expédiée par avion. Mais là, la veille de la présentation officielle à la presse, Gonzalez Luna, qui s'est avéré être un escroc, disparaît avec l'argent des sponsors. La voiture reprend aussitôt le chemin de l’Italie et la présentation est annulée. Encore plus mystérieux, les factures continuent d’être payées. L’équipe décide alors d’effectuer un premier essai de la voiture à Imola, mais là, surprise supplémentaire, ce n’est pas Giovanni Aloi qui est au volant, mais Mauro Baldi, qui a couru en Formule 1 dans les années 1980 avec les écuries Arrows, Alfa Romeo et Spirit. Le pilote italien parcourt 68 tours de l'Autodrome Enzo et Dino Ferrari mais signe des chronos très médiocres. Deux semaines plus tard, González Luna est toujours introuvable et le compte en banque de l'écurie est désormais vide. Lamborghini décide de couper les liens avec le Mexique et le contrat est rendu caduque. La voiture  et l'équipe, restées dans les limbes financiers, deviennent la pleine propriété de Lamborghini qui cherche un repreneur au projet. Les frères Abed, propriétaires du circuit de Mexico City, semblent un temps être intéressés, mais en juillet 1990, c’est finalement Carlo Patrucco, industriel et ancien grand patron de la marque de vêtement de sport Fila, qui rachète le tout et crée une écurie italienne, la Scuderia Modena SpA (également connu sous le nom de Modena Team, Lamborghini, équipe “Lambo”, ou encore Lambo-Modena), et qui fera courir la Lamborghini 291 conçue par le duo Forghieri/Tolentino. La voiture fait finalement ses débuts au Grand Prix des États-Unis en 1991. Malgré des premiers pas encourageants, avec le duo Eric van de Poele-Nicola Larini et le réserviste Marco Apicella, les Lambo 291 du Modena Team sont rapidement condamnées aux non-qualifications et l'équipe disparait en fin d'année.
En 1991, le département d'ingénierie de Lamborghini est complètement réorganisé par Chrysler et Mauro Forghieri remplacé par Mike Royce.
En 1992, recruté par Bugatti, il devient directeur technique chargé du développement de la Bugatti EB110 et de la Bugatti EB112,. Il participe à la première renaissance de la marque française en Italie sous l'impulsion de son nouveau propriétaire, l'homme d'affaires italien Romano Artioli. Il s'investit dans le développement de la supercar EB110 mais n'est pas convaincu par la sophistication trop poussée du modèle. Il ne réussit pas à imposer ses vues et constate que l'outil industriel pour mener à bien le projet n'est pas assez viable. Il quitte ses fonctions au bout de deux ans,,.
En 1994, il est appelé comme expert dans le procès relatif à la mort d'Ayrton Senna lors du Grand Prix de Saint-Marin 1994.
Le 1er janvier 1995, Mauro Forghieri fonde, avec Franco Antoniazzi et Sergio Lugli, Oral Engineering Group, une firme qui travaille sur la conception, la recherche et le développement de moteurs et de composants pour automobiles, motocyclettes et kartings. Elle compte alors BMW (notamment pour la construction du moteur atmosphérique BMW de Formule 1), Bugatti et Aprilia parmi ses clients. Pour le constructeur de motos basé à Noale près de Venise, Oral Engineering présente en 2011 son prototype Moto3 250 cm3 4-temps. Ce moteur, baptisé OE-250M3R, peut être monté sans modification sur les châssis Aprilia, notamment sur le cadre RSV 125GP pour lequel il a été spécialement conçu. Il est fourni avec le réservoir, le carburateur, les systèmes de refroidissement et d'échappement ainsi qu'un carénage qui peuvent directement être installés sur un cadre d'Aprilia 125. Oral Engineering fournit aussi un kit d'installation pour l'Aprilia RSA 125GP pour permettre aux équipes de Moto3 d'avoir d'avantage d'options. La nouvelle entreprise de Mauro Forghieri est également chargée de convertir le prototype Ferrari Pinin de voiture-maquette statique en véhicule pouvant être conduit. Dix ans plus tard, à 70 ans, Mauro Forghieri rejoint Project 1221, une société italienne chargée de développer la MF1, une voiture de sport censée utiliser une turbine d'avion comme les prototypes Firebird de General Motors dans les années 1950.
Le 14 avril 2016, par une journée de printemps ensoleillée, la légendaire Ferrari 312B avec laquelle Clay Regazzoni a remporté le Grand Prix d'Italie 1970, a de nouveau rugi et mordu l'asphalte pour la première fois en 46 ans. Cette monoplace presque unique - il n'y a que trois exemplaires qui ont survécu (dont un se trouvait dans le Musée de Donington Park, désormais définitivement fermé) - est particulière car c'est Mauro Forghieri, son créateur, qui l'a ramenée à la vie avec le concours et la passion religieuse de son ami Paolo Barilla, ancien pilote de Formule 1 et fier propriétaire de ce bolide. Le long travail de restauration effectué sous la direction de son concepteur est d'une très grande qualité. La Rossa est arrivée impeccablement polie à l'autodrome de Brescian Franciacorta à Castrezzato où a eu lieu son deuxième baptême, remettant son cœur en mouvement, un 12 cylindres à plat à 180 degrés, après presque un demi siècle. Ce jour-là, Mauro Forghieri est dans les stands au bord de la piste. Il ne s'épargne pas avec la mécanique : tourner l'écrou, tirer le ressort, vérifier les niveaux, vérifier le set-up… C'est un moment de détente, il n'y a pas de concours ou de compétition à préparer, mais l'ingénieur Forghieri est attentif aux détails comme si la voiture était sur le point de commencer une manche de qualification décisive ou un échauffement pour la configuration d'une course. Comme autrefois, “Furia” est toujours le même, méticuleux, intransigeant, sanguin et “amoureux” de sa créature, faisant revivre les actes de Clay Regazzoni, de Jacky Ickx et d'Ignazio Giunti, pilotes d'une époque où les hommes dominaient la machine, quand ils étaient d'authentiques “chevaliers du risque”.
Quant à la Scuderia Ferrari, qu’elle évolue au sommet ou dans l’anonymat, elle demeure la valeur absolue à ses yeux : « Je suis très fier d’avoir apporté ma petite pierre à l’édifice en mettant en place une organisation moderne, en donnant une nouvelle approche au design et à la gestion du département Course. C’est à la Scuderia que j’ai dédié une bonne partie de ma vie. » La Ferrari 330 P4 de 1967 restera la préférée de Mauro Forghieri parmi toutes les voitures qu'il a conçues.

## Relations particulières avec ses pilotes
Pour Mauro Forghieri, ce qui compte le plus chez un pilote est une chose très difficile à définir. Pour lui, c'est la sensibilité dont fait preuve le pilote lorsqu'il pousse la voiture à la limite.
Quant à savoir qui du pilote ou de la voiture est le plus important, la réponse de Mauro Forghieri est assez simple : le pilote. Si la voiture en vaut la peine, c'est le pilote qui la rend performante. Les ingénieurs conçoivent la voiture mais c'est le pilote qui leur décrit ses défauts. Il faut que le pilote sache aller à la limite de ce que les ingénieurs ont fait et qu'il puisse dire avec des mots clairs, sans se laisser distraire ni penser à autre chose, quels sont les points positifs et négatifs. Quand un bon pilote gagne, c'est parce qu'il a su “faire grandir” la voiture.
Parmi tous les pilotes avec qui Mauro Forghieri a collaboré, quelques-uns ont particulièrement retenu son attention. Il avouait une préférence pour Chris Amon.
Pour Forghieri, Lorenzo Bandini, mort lors du Grand Prix de Monaco 1967, était un équipier très engagé et un compagnon dont la disparition l'a beaucoup touché parce qu'ils avaient le même âge. Il considérait Clay Regazzoni comme « un travailleur acharné et excellent metteur au point contrairement à sa réputation ». Quant à Willy Mairesse, il était « le plus courageux de tous ». Du passage de Patrick Tambay chez Ferrari, l'ingénieur italien dit que le Français était « un homme intelligent, [avec] un corps et un esprit sain » et que c'était « un vrai bonheur de travailler avec un garçon aussi méticuleux. ».
Deux pilotes tenaient une place à part dans le cœur de Forghieri : Niki Lauda et Gilles Villeneuve.

« N'oublie pas, il faut faire des kilomètres. Gilles me répond : Bien sûr, je sais. Et il s'est écrasé après 500 mètres. »

Lors d'une interview avec le magazine français Auto Hebdo en 2018, quand on lui demande de choisir la victoire d'une de ses Ferrari, la plus belle entre toutes à ses yeux, Mauro Forghieri n'a aucune hésitation : « Monte Carlo 1981, quand Gilles Villeneuve tenait tout le monde à distance avec une voiture aussi lourde et surpuissante que la 126 C, pas du tout adaptée pour un circuit urbain. Je me suis senti particulièrement fier, lorsque Colin Chapman est venu me féliciter après la course, aussi parce que j’ai toujours eu beaucoup d’estime pour la philosophie d’innovation de Colin et Lotus. » Une philosophie qu’il avait lui aussi fait sienne.
A contrario, Mauro Forghieri conserve un regret qui ne s'est jamais dissipé sur le fait qu'il était absent à Imola en 1982, le jour où Didier Pironi a grillé la politesse à Gilles Villeneuve, ce qui aboutira à la mort du Québécois deux semaines plus tard à Zolder : « Peut-être que les choses se seraient passées différemment. »
Niki Lauda, mort le 20 mai 2019, connu pour son langage direct, disait de Mauro Forghieri : « Forghieri était à l'évidence un ingénieur phénoménal. ». Dans une autobiographie, le champion autrichien explique comment la combinaison de Mauro Forgieri avec le chef de la Scuderia Ferrari Luca di Montezemolo a contribué à créer une équipe gagnante, après l'arrivée de ce dernier à Maranello en 1974 : « Forgieri était clairement un formidable ingénieur et Luca était très doué pour dire au vieil homme (Ferrari) ce qui se passait. ».

## Critiques de la Formule 1 moderne
Dans les années 2010, Mauro Forghieri, comme d'autres puristes de la F1, est critique vis-à-vis du système de réduction de la traînée introduit à l'époque en Formule 1 : « Supprimez ce DRS. Le DRS est ri-di-cu-le ! Je déteste l'ensemble aérodynamique des voitures actuelles. Je ne comprends pas pourquoi il n'est pas réduit afin de permettre les dépassements normaux, sans DRS. Si l'adversaire est à moins d'une seconde derrière, il va regarder son poursuivant le dépasser, ce n'est pas correct. Un champion du monde doit être capable de dépasser son adversaire sans aide, sinon il n'est pas champion du monde à mes yeux. » L'Italien suggère un changement qui permettrait d'améliorer la course dans les zones de freinage : « Combien de voitures de série utilisent des disques en carbone ? Alors pourquoi les utiliser en Formule 1 ? Si la Formule 1 utilisait des disques normaux, les distances de freinage seraient doublées et les dépassements seraient bien plus faciles. »
Vivant une retraite paisible à Modène, il se montre sévère envers la discipline reine du sport automobile, même s’il continue de la regarder assidûment : « Je regrette les aspects négatifs de la règlementation technico-sportive. Le progrès technique se fait par la recherche, les essais et les ajustements. Les règles actuelles visent à geler tout ça pour tenter de concilier sport et divertissement, mais c’est la bonne technique qui donne le bon spectacle ! »
Alors que les audiences de télévision sont en baisse au milieu des années 2010, Mauro Forghieri propose des pistes pour pimenter la Formule 1. Le mécontentement du public se porte surtout sur les nouvelles règlementations concernant la motorisation, des V6 plus petits et moins bruyants que les V8 précédents. L'ingénieur italien soutient quant à lui la nouvelle ère hybride : « Tous les constructeurs veulent des hybrides, et je pense que c'est bon car il y a besoin de 70 % du carburant, ou même moins, pour la même distance, par rapport à avant. ». « Là où je ne peux être d'accord avec la FIA, c'est avec le suivi de la consommation tour après tour. À mon avis très personnel, la Formule 1 est une démonstration de puissance, cette règle est inacceptable d'un point de vue sportif. »

## Citoyen d'honneur de Modène
Le 13 janvier 2022, à l'occasion de son 87e anniversaire, Mauro Forghieri est déclaré citoyen d'honneur de Modène et reçoit les clés de la ville au sein de  la mairie, lors de la séance du conseil municipal.
La cérémonie s'est ouverte par le discours de Fabio Poggi qui a rappelé à quel point la nature extraordinaire de Mauro Forghieri réside dans la capacité de transformer « la passion en un métier et donc en une expérience réussie, avec des compétences uniques et des produits inimitables, processus de visibilité internationale. Mauro Forghieri est donc l'exemple de "la Modène 'normale' qui devient 'exceptionnelle'" ». Une vidéo centrée sur l'histoire professionnelle et personnelle de l'ingénieur a ensuite été projetée dans la salle du conseil municipal : le film, d'une durée d'environ quatre minutes, retrace quelques moments de sa carrière à travers des images historiques et des interviews, s'attardant également sur la relation avec des personnages comme le pilote Gilles Villeneuve et Enzo Ferrari.
Le parcours de Mauro Forghieri a également été souligné par le discours du journaliste, spécialiste de l'automobile, Leo Turrini, évoquant son lien avec le territoire : « il n'a jamais renoncé à son identité modénaise. » Il a également rappelé le choix d'Enzo Ferrari de le nommer responsable du département course malgré son manque d'expérience : « à l'époque on croyait aux jeunes et on investissait dans les nouvelles générations, aujourd'hui ça n'arriverait plus. C'était une autre Italie, une société à récupérer, dans laquelle l'ascenseur social fonctionnait vraiment. » Il a terminé en mettant l'accent sur la capacité de l'ingénieur à se tourner vers l'avenir : « Beaucoup des innovations qu'il a introduites ont ensuite été adoptées par tout le monde. Il avait une vision. Par exemple, en 1990, il a créé le premier fourgon électrique pour Lamborghini. »
Mauro Forghieri était accompagné de sa femme Elisabetta Maurizzi et de l'ancien président du conseil municipal, Ennio Cottafavi. Des amis et connaissances de l'ingénieur étaient connectés à distance à la chambre du conseil, via un écran géant, ainsi que des autorités locales : Giandomenico Tomei, président de la Province de Modène, Maria Costi, maire de Formigine, Monseigneur Luigi Biagini représentant l'évêque, Gianluca Marchi, pro-recteur d'Unimore, Silvia Burdese, la commissaire de police, Adriano D'Elia, commandant provincial de la Guardia di Finanza, le général de brigade Davide Scalabrin, commandant de l'Académie militaire de Modène, et Gian Paolo Dallara, homme d'affaires, ingénieur automobile et ami de Forghieri.

## Mort et hommages
Mauro Forghieri meurt le 2 novembre 2022 à Modène à l'âge de 87 ans,,. Ses obsèques ont lieu le vendredi 4 novembre 2022 en l'église San Pietro de Modène en présence de Piero Ferrari, le fils d'Enzo Ferrari, de René Arnoux, de Bruno Giacomelli, de Pierluigi Martini, l’ingénieur Gabriele Tredozi, le collectionneur Gaetano Passarelli, grand ami de Forghieri, de Luigi ‘Pasticcino’ Montanini, chef cuisinier du  restaurant La Scuderia à Maranello, de Mattia Binotto venu à titre personnel, de Gian Paolo Dallara, de Gian Carlo Muzzarelli, maire de Modène, de Luigi Zironi, maire de Maranello, de Maria Costi, maire de Formigine et de Pietro De Franchi, l'avocat et assistant personnel de Forghieri de 1969 à 1976. Il y a beaucoup de monde de la Formule 1, mais aussi beaucoup de citoyens ordinaires, ainsi que les employés (parmi lesquels de nombreux retraités) du département compétition de Ferrari qui sont venus rejoindre Elisabetta, l'épouse de Mauro, et leurs deux enfants. Jody Scheckter, le dernier champion du monde Ferrari de l'ère Forghieri en 1979, a annoncé sa présence à la cérémonie mais n'a pas pu venir de Londres car son passeport (devenu indispensable depuis le Brexit) est périmé.
À l'occasion du Grand Prix du Brésil 2022, la Scuderia Ferrari rend hommage au plus grand directeur technique de son histoire. Dans un communiqué, l'équipe italienne réagit par les voix de Piero Ferrari, de Mattia Binotto et d’Antonello Coletta au décès de l’une des légendes de la marque, et pense fort à Mauro Forghieri et à sa famille. Sur le circuit d'Interlagos, les F1-75 de Charles Leclerc et Carlos Sainz arborent des autocollants portant le message « Ciao Furia », le surnom affectueux que lui avaient donné les mécaniciens de la Scuderia en référence à son tempérament fougueux. Outre les deux F1-75 en piste à São Paulo, l’autocollant figure également sur les Ferrari 488 GTE Evo d’usine d’AF Corse qui participent le même week-end des 12 et 13 novembre 2022 à la dernière manche du Championnat du Monde d’Endurance à Bahreïn : la voiture n°51 d’Alessandro Pier Guidi et James Calado et la n°52 de Miguel Molina et Antonio Fuoco.

## Vie privée
Mauro Forghieri, en plus d'être un ingénieur talentueux, avait une grande culture générale, notamment littéraire et œnologique. Il maîtrisait, en plus de l'italien, l'anglais, le français et le dialecte de Modène dans lequel il s'entretenait avec Enzo Ferrari au cours de leurs discussions à l'usine de Maranello. Avant tout, l'ingénieur Mauro Forghieri était un créatif et un rêveur habitué à se salir les mains. Il s'est aussi aventuré dans des domaines qui n'ont que très peu à voir avec les moteurs comme concevoir des meubles, des bijoux et mettre personnellement la main à la restauration de sa propriété, la Villa Clementina, appelée aussi Villa Carbonieri, à Formigine près de Modène, où il a vécu pendant la Seconde guerre mondiale avec sa mère Afra et ses oncles. Mauro Forghieri a ainsi nommé sa villa, construite au début du XVIIIe siècle par l'architecte Spezzani, en hommage à Clementina Carbonieri, dont la villa fut jadis la dot, en raison de sa qualité et de son bon goût. C'est une dame qu'il admirait et qu'il aimait dans son enfance, non seulement à cause de sa beauté mais aussi parce qu'elle était cultivée et amoureuse de la beauté. Le nom de Clementina Carbonieri a par ailleurs été donné à une rose-thé, au colori saumon rosé, créée en 1913 par Massimiliano Lodi et produite par la société Bonfiglioli de Bologne.
Mauro Forghieri a eu trois fils avec sa première épouse (il a divorcé par la suite) : Alessandro, Michele et Marco (né le 23 septembre 1963 et mort le 27 février 2010 à 46 ans). Il s'était remarié avec Elisabetta Maurizzi. Il était fier de son fils Alessandro, devenu ingénieur comme lui mais aussi musicien,.